# Lac Enitakwak
Lac Enitakwak är en sjö i Kanada.   Den ligger i regionen Mauricie och provinsen Québec, i den sydöstra delen av landet, 230 km nordost om huvudstaden Ottawa. Lac Enitakwak ligger 420 meter över havet. Arean är 0,28 kvadratkilometer. Den ligger vid sjön Lac Bouchie. Den sträcker sig 1,0 kilometer i nord-sydlig riktning, och 1,1 kilometer i öst-västlig riktning.
I omgivningarna runt Lac Enitakwak växer i huvudsak blandskog. Trakten runt Lac Enitakwak är nära nog obefolkad, med mindre än två invånare per kvadratkilometer.